# Profecia autorrealizável
Uma profecia autorrealizável, autorrealizadora, autorrealizada, autocumprida ou autocumpridora é um prognóstico que, ao se tornar uma crença, provoca a sua própria concretização. Quando as pessoas esperam ou acreditam que algo acontecerá, agem como se a profecia ou previsão já fosse real e assim a previsão acaba por se realizar efetivamente. Ou seja, ao ser assumida como verdadeira - embora seja falsa - uma previsão pode influenciar o comportamento das pessoas, seja por medo ou por confusão lógica, de modo que a reação delas acaba por tornar a profecia real. Profecias autorrealizáveis são um exemplo do fenômeno mais geral dos ciclos de feedback positivo. Uma profecia autorrealizável pode ter resultados negativos ou positivos. A simples atribuição de um rótulo a alguém ou algo pode afetar a percepção da pessoa/coisa e criar uma profecia autorrealizável. A comunicação interpessoal desempenha um papel significativo no estabelecimento desses fenômenos, além de impactar o processo de rotulagem.
A expressão foi cunhada pelo sociólogo Robert K. Merton, que elaborou o  conceito (self-fulfilling prophecy) no seu livro Social Theory and Social Structure,  publicado em 1949. Merton estudou  a corrida aos bancos, verificando que, quando se difunde o boato de que um banco está em dificuldades, os correntistas apressam-se em retirar os valores ali depositados e liquidar outros negócios, de modo que o banco acaba mesmo falindo.
Nas palavras de Merton:
| “ | A profecia autorrealizável é, no início, uma definição falsa da situação, que suscita um novo comportamento e assim faz com que a concepção originalmente falsa se torne verdadeira. | ” |